# Mezőnagymihály
Mezőnagymihály is een plaats (község) en gemeente in het Hongaarse comitaat Borsod-Abaúj-Zemplén. Mezőnagymihály telt 1203 inwoners (2001).